# Seznam španskih astronavtov
Seznam španskih astronavtov.

## D
- Pedro Duque (1963-) (do sedaj edini Španec v vesolju)
- Sara García Alonso (1989-) (rezervna)